# Impasse du Val des Roses
L'impasse du Val des Roses est une rue de la ville de Bruxelles, en Belgique. 

## Situation et accès
Elle commence rue du Chêne entre les numéro 17 (l'Athénée de Bruxelles ou « Collège Thérésien ») et la maison du numéro 19 qui s'appelait jadis « Sint-Jooris » (« Saint-Georges ») ou parfois « Kleyne Sint Joris » (« Petit Saint-Georges »), habitée en 1767 par l'aubergiste Paternotte.

## Historique
Elle est un reste de la vieille rue médiévale Rosendael, que Henne et Wauters mentionnent déjà pour l'an 1394.
Au XIXe siècle, deux impasses donnaient encore sur cette rue : l'impasse du Carrossier et l'impasse Saint-Victor.